# Доротея Бранденбурзька (1446—1519)
Доротея Бранденбурзька (нім. Dorothea von Brandenburg, 1446 — березень 1519) — бранденбурзька принцеса з династії Гогенцоллернів, донька курфюрста Бранденбургу Фрідріха II Залізного Зуба та саксонської принцеси Катерини, дружина герцога Саксен-Лауенбурзького Йоганна IV.

## Біографія
Народилась у 1446 році. Була однією з чотирьох дітей курфюрста Бранденбургу Фрідріха II Залізного Зуба та його дружини Катерини Саксонської. Мала сестру Маргариту та братів Йоганна й Еразма, які померли в дитячому віці. Шлюб батьків був нещасливим, в останні роки життя вони мешкали окремо.

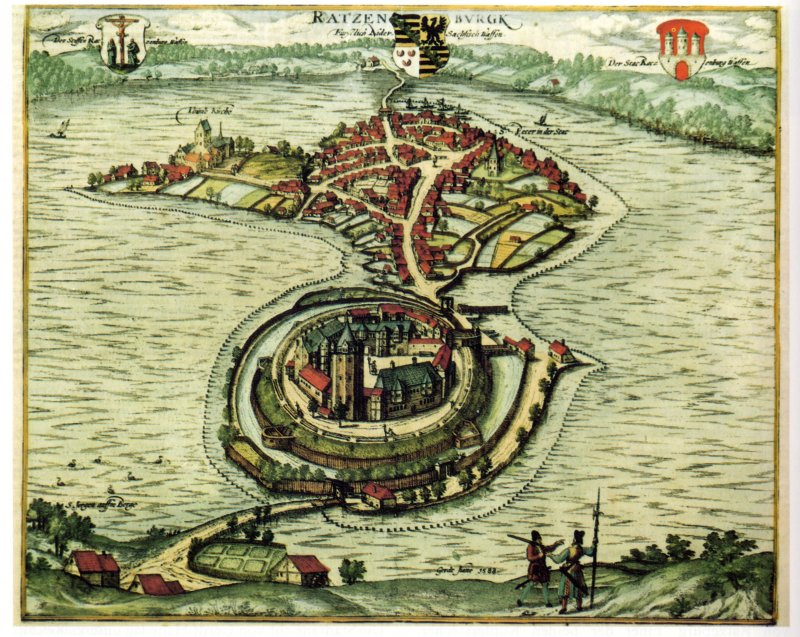
Рацебург у XVI столітті

У віці близько 18 років була видана заміж за 24-річного герцога Саксен-Лауенбурзького Йоганна IV. Весілля відбулося 12 лютого 1464 у Лауенбурзі. Посаг дівчини становив 10 000 гульденів. Втім, він залишився невиплаченим.
Резиденціями подружжя були замки у Лауенбурзі та Рацебурзі. Пара мала численних нащадків:
Йоганн IV пішов з життя 15 серпня 1507 року. Герцогом Саксен-Лауенбургу став їхній син Магнус І. 
Доротея померла, ймовірно, у березні 1519 року й 20 березня 1519 року була похована поруч із чоловіком у Лауенбурзькій каплиці Рацебурзького собору. Надгробна плита, що збереглася дотепер, рельєфно зображує подружжя  у круглих арочних нішах.

## Родина
Чоловік — Йоганн IV, герцог Саксен-Лауенбурзький
Діти:
- Адельгейда (? —?) — померла молодою;
- Софія (? —до 1497) — дружина графа Гольштейн-Піннебергу Антона, дітей не мала;
- Магнус (1470—1543) — герцог Саксен-Лауенбургу у 1507—1543 роках, був одруженим з принцесою Брауншвейг-Вольфенбюттельською Катериною, мав шестеро дітей;
- Еріх (? —1522) — князь-єпископ Гільдесгайму у 1502—1503 роках, князь-єпископ Мюнстеру у 1508—1522 роках;
- Катерина (? —?) — цистерціанська черниця у Райнбеку;
- Бернхард (? —1524) — канонік у Кельні та Магдебурзі;
- Йоганн (1483—1547) — князь-єпископ Гільдесгайму у 1503—1527 роках,[5] одруженим не був, мав двох позашлюбних синів;
- Рудольф (? —1503);
- Єлизавета(? —1541) — дружина герцога Брауншвейг-Грубенгагену Генріха IV, дітей не мала;
- Генріх (? —?) — помер молодим;
- Фрідріх (? — до 1501);
- Анна (? — 1504) — була двічі одруженою, дітей не мала;[6]
- Маргарита (? —?) — померла молодою.